# Генерал-аудитор
Генерал-аудитор — государственная должность в Российской империи и лицо исполняющее её обязанности.

## Описание
За более чем полуторавековой период её деятельности 19 Генерал-аудиторов находились при высшем государственном органе военного управления либо возглавляли Аудиторское ведомство. Все они, без исключения, оставили заметный след в становлении аудиторского дела в России. Первым русским Генерал-аудитором при Военной канцелярии был Иван Васильевич Кикин.
С образованием Военной коллегии генерал-аудиторами при ней последовательно назначались Федор Центаров, Василий Чистюнин, Михаил Макаров, Матвей Дмитриев-Мамонов, Илья Плюсков, Ларион Украинцев, Егор Наумов, Захар Корнеев, Василий Волков и Алексей Кобылинский.
Возглавляли Аудиторское ведомство в разное время генерал от инфантерии И. А. Шаховской, генерал-лейтенант С. И. Салагов, генерал-майор С. Ф. Панов, действительный тайный советник И. С. Булычев, тайный советник И. М. Милованов, тайный советник А. И. Ноинский, действительный тайный советник И. Д. Якобсон и тайный советник В. Д. Философов.
Состоял на службе генерал-аудитором-лейтенантом будущий знаменитый генералиссимус А. В. Суворов. Помощник другого полководца М. И. Кутузова генерал-лейтенант С. И. Маевский, являясь аудитором корпуса, храбро сражался в войне 1805 г., кампании 1806—1807 гг., русско-турецкой и Отечественной войнах. Профессор Я. А. Неелов после окончания Санкт-Петербургского университета начал службу аудитором в корпусе жандармов, а затем дорога его привела в большую науку. Став крупным ученым, получил признание как выдающийся криминалист.
В 60-70-х годах XIX вв. под руководством главы государства и при непосредственном участии военного министра генерал-фельдмаршала Д. А. Милютина и Генерал-аудитора тайного советника В. Д. Философова была проведена военно-судебная реформа, по своим масштабам и глубине не имевшая аналогов с петровских времен. Её результаты привели к усовершенствованию всей военно-юридической службы русской армии, зарождению нового военного суда, основанного на началах гласности и состязательности; военных прокуроров, как наиболее эффективного института для надзора за исполнением законов при отправлении правосудия.
Аудиторский департамент в порядке военно-судебной реформы преобразовывается в Главное военно-судное управление, которое на правах правопреемника становится центральным учреждением нового Военно-судебного ведомства.
Военно-прокурорский состав получил в наследие даже форму одежды от аудиторских чинов по образцу, установленному в военном ведомстве с одним лишь отличием: вместо красного сукна везде, где положено, было сукно малиновое.
В соответствии с Военно-судебным уставом, утвержденным Александром II 15 мая 1867 г., на военных прокуроров возлагалось «наблюдение за охранением законов» в военно-судебных местах и их должностными лицами.
Устав достаточно полно описывал устройство, задачи военно-прокурорского надзора, его функции, компетенцию Главного военного прокурора, полномочия военных прокуроров разного уровня, правила сношения с военными судами и воинскими начальниками, порядок определения, перемещения, увольнения и ответственности должностных лиц прокурорского надзора, их права и преимущества.
Военно-прокурорский надзор и военные суды в сухопутном и военно-морском ведомствах имели схожее устройство и представляли собой самостоятельные, независимые системы.
В основе деятельности дореволюционной военной прокуратуры лежала триединая задача: надзор за исполнением законов военными следователями и особыми следственными комиссиями по делам, находившимся в их производстве; поддержание обвинения в суде и осуществление некоторых надзорных полномочий в отношении судебных решений.
Согласно повелению царя от 26 декабря 1868 г. все генералы, штаб- и обер-офицеры, занимавшие штатные должности по военно-судной части, составили особое Военно-судебное ведомство и имели права и преимущества по чину наравне с офицерами специальных родов войск. К ним тогда относилась, в частности, гвардия. Офицеры, служившие в этой области государственного управления, всегда считались элитой офицерского корпуса.
Чтобы чиновники Военно-судебного ведомства могли беспрепятственно пользоваться предоставленными им правами, государство установило для них определённые гарантии. Прежде всего, они, исполняя служебные обязанности, имели свой статус, известную самостоятельность и независимость от воинских начальников, были ограждены от их произвола. Им были установлены воинские звания на две ступени выше, чем у соответствующих армейских офицеров, высокие оклады денежного содержания, существенные привилегии, значительные льготы, подкрепленные другими мерами социальной защиты. Жалованье, столовые, квартирные, полевые, пособия и компенсации выдавались регулярно и в полном размере. Ежегодно по Военно-судебному как впрочем, и ранее по Аудиторскому ведомству, составлялась смета. В соответствии с ней постановлениями правительства и правилами рассмотрения государственной росписи утверждались доходы и расходы Главного военно-судного управления. К примеру, его расходы в 1876, 1905 и 1912 гг. составляли соответственно 1046865, 1103205 и 1598978 рублей. Причем государственный бюджет был «прозрачным», доступным каждому чину и населению, детально расписан по каждой статье. Начальники, интендантская служба, иные хозяйственные сотрудники строго следили за исполнением государственной росписи доходов и расходов, точным и своевременным получением причитающегося каждому.
Военно-судебное, или, как его называли в армейских кругах, «малиновое» (по цвету кантов и лампасов на погонах, фуражках, мундирах, брюках и других предметах военной формы одежды) ведомство представляло собой совокупность учреждений. В их числе Главное военно-судное управление, Главный военный суд, военно-окружные, особые и чрезвычайные военные суды и военно-прокурорский надзор.
Непосредственным органом военно-судебного управления являлось Главное военно-судное управление, основные задачи которого были определены Положением о Военном министерстве от 1 января 1869 г. В числе главных из них назывались: «поддержание в войсках нравственности и дисциплины», «преследование поступков и преступлений», «усовершенствование военного законодательства».
Аудитор — советник по вопросам права в ведомственном суде.
С 1716 года — по 1880-е годы. По высочайше утвержденному воинскому уставу 30 марта 1716 года была учреждена должность аудитора, совмещавшая в себе секретаря, делопроизводителя и прокурора. Он вел следствие, собирал необходимые справки, давал разъяснения по законодательству, готовил выписку по делу и докладывал её суду, но не имел права голоса при вынесении приговора. Кроме этого Аудитор составлял сентенцию — изложение сути дела и наблюдал за исполнением приговора. По воинскому уставу, высочайше утвержденному 29 ноября 1796 года, Аудитору вменялось в обязанность командование обозом в походе, а в отсутствие квартирмейстера принимать фураж для полка. С начала 1860-х гг. на Аудитора была возложена обязанность высказываться по каждому делу.
По именному указу 24 января 1797 года образован генерал-аудиториат, в котором были объединены все аудиторские должности в военном ведомстве. Полковые аудиторы в ранге подпоручика являлись низшей аудиторской должностью. Такой же генерал-аудиториат имелся в морском ведомстве. Кроме этого существовали: аудиториат для чинов горного корпуса при Министерстве финансов, для чинов корпуса лесничих при Министерстве государственных имуществ и для инженеров путей сообщения при Главном управлении путей сообщения и публичных зданий.
Аудиторов готовили из писарей, кантонистов, младших и старших прапорщиков или из унтер-офицеров и вахмистров.
В 1833 году при Петербургском батальоне военных кантонистов была учреждена аудиторская школа подготовки Аудиторов для военно-сухопутных и морских ведомств. В 1846 году школу преобразовали в аудиторское училище, куда принимались лица всех сословий, кроме податного. Училище стало выпускать Аудиторов для горных и др. казенных ведомств.
С 1797 года Аудиторам присвоена форма и установлено чинопроизводство за выслугой лет. Сначала должность Аудитора отнесли к XIVкл., позже — к XIII, и по выслуге лет Аудиторы могли получить чин коллежского асессора, дававший право на потомственное дворянство (см. Потомственный дворянин).
После военно-судебной реформы 1867 года должность Аудитора постепенно стала упраздняться.
С введением судебных уставов аудиторские должности были упразднены в военных округах, а также в других судебных местах. Дольше всего должность Аудитора продержалась в Сибири и Туркестане, где судебные уставы были введены лишь в 1886—1889 годах.
Статьи, использованные при написании этой статьи: ПСЗ I. Т. 5. № 3006; Т. 24. № 17588, 17590, 17719, 17757; Т. 34. № 26694, 26767, 26981; ПСЗ II. Т. 31. № 30436, 30443, 30545; Т. 33. № 33795; Т. 39. № 41408,44923; Т. 42. № 45245; Т. 43. № 45488, 45489, 45600, 46423; Т. 44. № 47601, 46610, 47700; СЗРИ. СПб., 1835. 3-е изд. Т. 3; Воен. энциклопедия. СПб., 1911. Т. 3; Энциклопедический словарь / Изд. Ф. А. Брокгауз, И. А. Ефрон. СПб., 1890. Т.2.
Автор: М. П. Дьячкова
Генерал-аудитор-лейтенант
В 1716 г. — 1867 гг.
Должность в военно-судебном ведомстве, введенная Воинским уставом Петра I 30 марта 1716 г. Генерал-аудитор-лейтенант являлся ближайшим помощником генерал-аудитора, замещая его во время отсутствия.
Круг обязанностей Генерал-аудитора-лейтенанта не был точно регламентирован. Фактически он занимался тем же, чем и генерал-аудитор: осуществлял надзор за соблюдением в военных судах законов и правил судопроизводства, за движением и конфирмацией дел (то есть выполнял функции военного прокурора); ведал личным составом Генерал-аудиториата.
По армейским штатам 1720 г. должность Генерал-аудитора-лейтенанта была приравнена к чину майора, что соответствовало VIII кл. «Табели о рангах» с обращением «Ваше высокоблагородие».
С образованием в 1797 г. Генерал-аудиториата должность была поднята до чина полковника (VI кл. «Табели…» с тем же обращением).
На должность Генерал-аудитора-лейтенанта обычно назначали строевых офицеров, сведущих в военной юстиции.
С преобразованием 29 марта 1867 года Аудиторского департамента в Главное военно-судное управление должность Генерал-аудитор-лейтенант была упразднена.
Статьи, использованные при написании этой статьи: ПСЗ I. Т. 5. № 3006; Т. 6. № 3890; Т. 32. № 24971; Т. 33. № 26021; ПСЗ II. Т. 7. № 5318; Т. 11. № 9038; Воинский устав Павла I. СПб., 1797; Приказы воен. министра. 1867. № 103; Столетие Военного министерства. 1802—1902. СПб., 1902. Т. 12, ч. 1. Кн. 1-2. Гл. военно-судное управление и военно-тюремная часть: Ист. очерк.
Автор: И. В. Карпеев
Генерал-аудитор
В 1698—1867 гг.
Впервые институт аудиторов в российской армии упоминает воинский устав А. Вейде 1698 г. и краткий артикул 1706 г.
Штатами от 19 февраля 1711 г. в армии было установлено 17 высших и 75 низших аудиторских должностей.
Аудиторы являлись советниками по вопросам права строевых офицеров, составлявших воен. суд; следили за соблюдением в судах законов и правил судопроизводства; руководили судебными заседаниями и движением дел.
В полковых судах на аудиторов возлагались и секретарские обязанности.
По Воинскому уставу Петра I от 30 марта 1716 г. аудиторские должности были разделены на Генерал-аудитора, генерал-аудитор-лейтенанта и обер-аудиторов (Соответствовал старшему и младшему помощники Генерал-аудитора), бригадных и полковых аудиторов.
Генерал-аудитор по воинскому уставу 1716 г. должен был быть сведущим в военном и общем праве; «осторожный и благой совести человек», так как на суде «конечное и последнее заключение от него зависит и он должен в сомнительных случаях генералитету и прочим офицерам изъяснять, что все народные права и военные артикулы о том гласят, никому не похлебствовать и не обращать внимания на знатность особы судимой». В военное время при сформировании отдельных армий или отрядов при их штабах учреждались должности особых Генерал-аудиторов.
По воинскому уставу Павла I 1797 г. Генерал-аудитор стал главой целого ведомства — Генерал-аудиториата. Подчиненный непосредственно императору, он представлял ему на конфирмацию наиболее важные и крупные дела, а также дела об офицерах и нижних чинах из дворян. В 1805 г.
Генерал-аудитору была подчинена вся судная часть военно-морского ведомства.
Устав 1797 г. предусматривал в военное время должность полевого Генерал-аудитора с аналогичными функциями и учреждение при нём полевого Генерал-аудиториата.
27 января 1812 г. Александр I утвердил новую организацию Военного министерства. Вместо Генерал-аудиториата был создан Аудиторский департамент, а Генерал-аудитор, как директор департамента, подчинен непосредственно воен. министру (см. Министр. 2).
Служебное положение аудиторов в России. Первоначально было почетным: высшие аудиторские чины приравнены к высшим военным должностям, а низшие наравне с капитанами числились в полковом штабе. Однако по армейским штатам 1720 г. Генерал-аудиторы были понижены до подполковников, что соответствовало VII кл. «Табели о рангах» 1722 г. с обращением «Ваше высокоблагородие». Определениями Военной коллегии 1752—1754 гг. Генерал-аудитор мог быть в чине полковника или бригадира (VI и V кл. «Табели…» с тем же обращением).
С образованием в 1797 г. Генерал-аудиториата Генерал-аудитор получил ранг IV кл. (генерал-майор, действительный статский советник) с обращением «Ваше превосходительство».
29 марта 1867 г. Аудиторский департамент был преобразован в Главное военно-судное управление, а должность Генерал-аудитора упразднена.
Статьи, использованные при написании этой статьи: ПСЗ I. Т. 5. № 3006; Т. 6. № 3890; Т. 32. № 24971; Т. 33. № 26021; ПСЗ II. Т. 7. № 5318; Т. П. № 9038; Воинский устав, составленный и посвященный Петру Великому генералом А. Вейде в 1698 г. СПб., 1841; Воинский устав Павла I. СПб., 1797; Приказы воен. министра. 1867. № 103; Столетие Военного министерства. 1802—1902. СПб., 1902. Т. 12, ч. 1. Кн. 1-2. Гл. военно-судное управление и военно-тюремная часть: Ист. очерк.
Автор: И. В. Карпеев